# Медаль «15-летие Министерства оборонной промышленности Азербайджанской Республики (2005–2020)»
Юбилейная медаль «15-летие Министерства оборонной промышленности Азербайджанской Республики (2005–2020)» (азерб. "Azərbaycan Respublikası Müdafiə Sənayesi Nazirliyinin 15 illiyi (2005–2020)" yubiley medalı) — государственная награда Азербайджанской Республики.

## История и положения
Медаль «15-летие Министерства оборонной промышленности Азербайджанской Республики (2005–2020)» утверждена Законом Азербайджанской Республики от 14 декабря 2021 года № 429-VIQD по решению президента Азербайджанской Республики Ильхамом Алиевым.
Медаль «15-летие Министерства оборонной промышленности Азербайджанской Республики (2005–2020)» вручается лицам, которые внесли особый вклад в организацию, развитие и укрепление деятельности оборонной промышленности в Азербайджанской Республике.

## Описание
Юбилейная медаль «15-летие Министерства оборонной промышленности Азербайджанской Республики (2005–2020)» имеет золотистый цвет, гладкую поверхность и восьмиконечную звездообразную форму. Диаметр медали составляет 38 мм.
На лицевой стороне медали расположена круглая пластина, очерченная внешним и внутренним кругами. Внутри внешнего круга, на оливковом фоне, в верхней дуге написано «AZƏRBAYCAN RESPUBLİKASI», а в нижней дуге – «МÜDAFİƏ SƏNAYESİ NAZİRLİYİ». Между этими надписями, по обеим сторонам круглой пластины, изображены лавровые ветви, тянущиеся сверху вниз. Все надписи и лавровые ветви выполнены золотым цветом. В нижней части внутреннего круга изображен лавровый венок, состоящий из двух лавровых ветвей, тянущихся вверх, и двух лавровых ягод, расположенных в месте соединения ветвей. В центре золотого внутреннего круга курсивом написаны цифры «15», а внутри нижней дуги цифры «5» размещены слова «il» (год). Между цифрами «15» и лавровым венком вырезаны цифры «2005–2020». Все изображения и надписи рельефные и золотистые.
Оборотная сторона медали гладкая. В центре выгравированы слова «AZƏRBAYCAN RESPUBLİKASININ MÜDAFİƏ SƏNAYESİ NAZİRLİYİ» в четыре строки, под ними более крупным шрифтом указаны цифры «2005–2020». В нижней части оборотной стороны медали указаны серия и номер медали.
Медаль крепится к одежде с помощью элемента, который представляет собой ленту хаки размером 37 мм x 50 мм с двумя металлическими пластинами золотистого цвета размером 40 мм x 5,5 мм и 40 мм x 6,5 мм, закрепленными на верхней и нижней частях соответственно. Лента оснащена двумя кольцами и крючком. На ленте хаки изображены вертикальные полосы: в центре – оливкового цвета шириной 23 мм, по обеим сторонам от центра – вертикальные полосы золотистого цвета шириной 2 мм и оливкового цвета шириной 5 мм. К медали прилагается металлическая застежка размером 37 мм x 10 мм, изготовленная из той же ленты цвета хаки, для прикрепления к одежде.

## Способ ношения
Лица, удостоенные медали, награждаются руководителем соответствующего государственного органа, назначенным исполнительной властью.
Медаль «15-летие Министерства оборонной промышленности Азербайджанской Республики (2005–2020)» размещается на левой стороне груди и следует за другими орденами и медалями Азербайджанской Республики после медали «За сотрудничество в области оборонной промышленности».